# Hasenklage
Eine Hasenklage, auch Hasenquäke, ist eine Pfeife, die das quäkende Klagen eines verletzten, weil von einem Raubwild gefangenen oder gegriffenen Hasen oder Wildkaninchens imitiert. Der Klageruf des Hasen ist dem eines schreienden Kindes ähnlich.
Der Ruf des laut klagenden Hasen lockt vor allem in kalten Winternächten Raubwild wie den Fuchs, Marder oder Hermelin, aber auch wildernde Hunde und Katzen an, die der Jäger zu erlegen versucht.
Das Lockinstrument Hasenklage wird aus Holz gefertigt und ist regelmäßig kombiniert mit einem Mauspfeifchen. Mit dem Mauspfeifchen wird das Pfeifen der Mäuse nachgemacht, was ebenfalls Raubwild anlockt.